# Impresa comune europea per il calcolo ad alte prestazioni
L'Impresa comune europea per il calcolo ad alte prestazioni più comunemente noto con il nome inglese European High-Performance Computing Joint Undertaking (abbreviato in EuroHPC JU o anche solo EuroHPC)  è un partenariato pubblico-privato in High Performance Computing (HPC), che ha lo scopo di mettere in comune le risorse e gli sforzi a livello europeo, dei singoli Stati membri della Unione Europea (EU) partecipanti e degli Stati associati partecipanti del programma Horizon 2020, nonché privati interessati . L'impresa comune ha il duplice obbiettivo di sviluppare un'infrastruttura di supercalcolo paneuropea e sostenere le attività di ricerca e innovazione. Con sede nella città di Lussemburgo, in Lussemburgo, l'impresa comune è diventata operativa a novembre 2018 e rimarrà operativa fino alla fine del 2026.

## Storia
Nel giugno 2016, i leader degli Stati membri dell'UE, riuniti in sede di Consiglio europeo, hanno chiesto un maggiore coordinamento degli sforzi dell'UE in materia di elaborazione ad alte prestazioni come parte della più ampia strategia del mercato unico digitale dell'UE. La dichiarazione europea sul calcolo ad alte prestazioni è stata lanciata a Roma nel marzo 2017 e inizialmente firmata da sette Stati membri dell'UE (Francia, Germania, Italia, Lussemburgo, Paesi Bassi, Portogallo e Spagna) impegnati ad aumentare la potenza di calcolo europea. Nel giugno 2018 il Consiglio dell'UE ha approvato la proposta della Commissione europea di istituire l'impresa comune EuroHPC. Il 3 luglio 2018 il Parlamento europeo ha votato a favore della proposta della Commissione di creare un'impresa comune europea di calcolo ad alte prestazioni. La proposta è stata formalmente adottata dal Consiglio dell'Unione europea il 28 settembre 2018.

## Finanziamento e obiettivi
L'impresa comune disporrà di un bilancio di 1 miliardo di euro, metà dal bilancio dell'UE e metà dagli Stati partecipanti.
Risorse aggiuntive per un valore di oltre 400 milioni di euro proverranno da partner privati.
Lo EuroHPC ha il duplice obbiettivo di:
- sviluppare un'infrastruttura di supercalcolo paneuropea: acquistare e distribuire nell'UE almeno due supercomputer che saranno tra i primi 5 al mondo e almeno altri due, che oggi si classificherebbero tra i primi 25 nella TOP500, accessibili ad utenti privati e pubblici industriali scientifici europei, per l'utilizzo in oltre 800 campi di applicazione scientifica e industriale;[10]
- sostenere attività di ricerca e innovazione: sviluppo di un ecosistema europeo di supercalcolo, stimolazione di un settore della fornitura di tecnologia e messa a disposizione ad un gran numero di utenti pubblici e privati, comprese le piccole e medie imprese, di risorse di supercalcolo in molte aree applicative.[6][8]

## Programma
Nel giugno 2019, il consiglio di amministrazione della JU EuroHPC ha selezionato 8 siti per i centri di supercalcolo situati in 8 diversi Stati membri dell'UE e che pertanto ospiteranno le nuove macchine di calcolo ad alte prestazioni. I siti di hosting saranno situati a Sofia (Bulgaria), Ostrava (Repubblica Ceca), Kajaani (Finlandia), Bologna (Italia), Bissen (Lussemburgo), Minho (Portogallo), Maribor (Slovenia) e Barcellona (Spagna).

3 degli 8 siti ospiteranno precursori di macchine exascale (in grado di eseguire più di 150 PFLOPS (equivalente a 150 milioni di miliardi di calcoli al secondo) che saranno tra i primi 5 supercomputer globali e 5 macchine petascale (in grado di eseguire almeno 4 Petaflop o 4 milioni di miliardi di operazioni al secondo).
Si prevede che il precursore dei sistemi exascale fornirà una potenza di calcolo 4-5 volte maggiore rispetto agli attuali sistemi di supercalcolo principali del partenariato per il calcolo avanzato in Europa (PRACE).
Insieme ai sistemi petascale, raddoppieranno le risorse di supercomputer disponibili per l'uso a livello europeo, il che significa che molti più utenti avranno accesso a loro.
Tutti i nuovi supercomputer saranno collegati alla rete paneuropea ad alta velocità GÉANT, come i supercomputer esistenti che fanno parte di PRACE.